# Fentolamina
La fentolamina è un antagonista α-adrenergico con stessa affinità per i recettori α1 e α2. Il farmaco possiede inoltre una peculiare attività antagonista per i recettori serotoninergici e agonista per i recettori muscarinici e istaminici.

## Farmacocinetica
Il farmaco ha una bassa disponibilità orale; per questo viene preferenzialmente impiegato per via endovenosa e intramuscolare; ha una breve emivita (5-7 ore) dovuta allo spiccato metabolismo epatico.

## Impiego clinico
La fentolamina non viene comunemente usata per il trattamento dell'ipertensione arteriosa in quanto possiede numerosi effetti collaterali. Può essere utilizzata per la stabilizzazione pre-operatoria dei pazienti con feocromocitoma; analogamente, trova impiego nel controllo del feocromocitoma non chirurgicamente resecabile. Alcune formulazioni possono essere iniettate nei corpi cavernosi del pene e migliorare i casi di disfunzione erettile.

## Principali effetti collaterali
In seguito all'uso di antagonisti α-adrenergici le reazioni comuni sono rappresentate da tachicardia, aritmia e cefalea, dovute all'innesco di meccanismi barocettivi riflessi. Inoltre, la fentolamina, possedendo anche uno spiccato antagonismo per i recettori  α2-adrenergici è in grado stimolare il rilascio di catecolamine nelle giunzioni sinaptiche adrenergiche, con stimolazione dei recettori β-adrenergici cardiaci (non antagonizzati) e rinforzo del cronotropismo e inotropismo. La vasodilatazione del distretto venoso porta anche a fenomeni di ipotensione posturale. Ulteriori effetti collaterali possono essere la miosi e la congestione nasale.
Quando somministrato per via intracavernosa (in genere in associazione alla papaverina), può dare priapismo.